# Carro Quemado
Carro Quemado är en ort i Argentina.   Den ligger i provinsen La Pampa, i den centrala delen av landet, 700 km väster om huvudstaden Buenos Aires. Carro Quemado ligger 292 meter över havet och antalet invånare är 301.
Terrängen runt Carro Quemado är platt. Trakten runt Carro Quemado är nära nog obefolkad, med mindre än två invånare per kvadratkilometer..
Omgivningarna runt Carro Quemado är i huvudsak ett öppet busklandskap.